# ヴヌシーテリヌイ (駆逐艦・3代)
ヴヌシーテリヌイ(ロシア語:Внушительныйヴヌシーチェリヌィイ)は、ソ連・ロシア連邦の駆逐艦(艦隊水雷艇:Эскадренный миноносец)である。艦名は「深い感銘を与える、印象的な」といった意味のロシア語の形容詞で、ロシア帝国時代から代々使用されてきた由緒ある艦名である。

## 概要
1983年4月11日、956 「サルィーチ」設計艦隊水雷艇18番艦がソ連海軍に登録された。この艦は、1983年8月30日にウクライナ共和国ニコラーエフの61コムナール記念工場で起工、ヴヌシーテリヌイと命名された。他の同型艦はレニングラートの第190工場で建造されており、黒海艦隊方面で建造された956 設計としては唯一の例であった。
しかし、その工事はすぐに取り止めとなった。1987年10月17日には進水したが、そのまま向上の海上倉庫として使用された。
ソビエト連邦の崩壊後も数年間ウクライナで使用されていたが、最終的には解体処分された。